# Nick Nurse
Nick Nurse (ur. 24 lipca 1967 w Carroll) – amerykański koszykarz, występujący na pozycji rozgrywającego, po zakończeniu zawodniczej kariery akademickiej – trener koszykarski.
1 czerwca 2023 został trenerem Philadelphia 76ers.

## Osiągnięcia
Na podstawie, o ile nie zaznaczono inaczej.

### Zawodnicze
NCAA
- Lider konferencji w liczbie (72) celnych rzutów za 3 punkty (1988)[3]

### Trenerskie
Drużynowe
- Mistrzostwo:
  -  NBA (2019)
  - D-League (2011, 2013)
  - Wielkiej Brytanii (1996, 2000)
- Wicemistrzostwo Wielkiej Brytanii (1999)
- Puchar:
  - Wielkiej Brytanii (2000)
  - BBL Trophy (1999)
- 2. miejsce w pucharze BBL Trophy (2000)

Indywidualne
- Trener roku:
  - NBA (2020)[4]
  - D-League (2011)[5]
  - brytyjskiej ligi BBL (2000, 2004)
- Trener drużyn gwiazd BBL  (1996, 1997, 1999, 2000)